# 哈里·琼斯
哈里·琼斯（英語：Harry Jones，1895年5月8日—1956年12月24日），生于美国加利福尼亚州奥克兰，加拿大男子帆船运动员。他曾代表加拿大参加1932年夏季奥林匹克运动会帆船比赛，获得一枚银牌。